# Präfektur Saga
Saga (jap. 佐賀県 Saga-ken, englisch Saga Prefecture ‚Präfektur Saga‘) ist eine Präfektur in Japan. Sie liegt in der Region Kyūshū auf der gleichnamigen Insel und rund 70 weiteren Inseln und entstand im östlichen Teil der historischen Provinz Hizen. Sie besteht durchgehend seit 1883, als sie nach mehreren territorialen Neuordnungen in der frühen Meiji-Zeit endgültig von Nagasaki unabhängig wurde.
Sitz der Präfekturverwaltung ist die gleichnamige Stadt Saga (Saga-shi).

## Geographie
Die Präfektur Saga liegt zwischen den Präfekturen Fukuoka im Osten und Nagasaki im Süden und Südwesten. Die Grenze zwischen Saga und Fukuoka verläuft dabei entlang des Grates des Sefuri-Gebirges (脊振山地, Sefuri-sanchi).

## Verwaltungsgliederung
Von 136 Gemeinden in Saga 1889 sind seit 2007 noch 20 übrig: zehn kreisfreie Städte (-shi) und zehn [historisch kreisangehörige] Städte (-machi/-chō).
| Code  | Name            | Name       | Kreis (-gun)     | Fläche (in km²) | Bevölkerung  | Bevölkerungs- dichte (Ew./km²) |          |
| Code  | lateinisch      | japanisch  | Kreis (-gun)     | 1. Januar 2023  | 1. März 2021 | 01.10.2015                     |          |
| ----- | --------------- | ---------- | ---------------- | --------------- | ------------ | ------------------------------ | -------- |
| 41201 | Saga-shi        | 佐賀市     | –                | 431,82          | 232.359      | 236.372                        | 547,36   |
| 41202 | Karatsu-shi     | 唐津市     | –                | 487,60          | 116.052      | 122.785                        | 251,82   |
| 41203 | Tosu-shi        | 鳥栖市     | –                | 71,72           | 74.673       | 72.902                         | 1.016,48 |
| 41204 | Taku-shi        | 多久市     | –                | 96,56           | 18.215       | 19.749                         | 203,68   |
| 41205 | Imari-shi       | 伊万里市   | –                | 255,25          | 52.694       | 55.238                         | 216,41   |
| 41206 | Takeo-shi       | 武雄市     | –                | 195,40          | 47.681       | 49.062                         | 251,08   |
| 41207 | Kashima-shi     | 鹿島市     | –                | 112,12          | 27.710       | 29.684                         | 264,75   |
| 41208 | Ogi-shi         | 小城市     | –                | 95,81           | 43.257       | 44.259                         | 461,95   |
| 41209 | Ureshino-shi    | 嬉野市     | –                | 126,41          | 25.593       | 27.336                         | 216,25   |
| 41210 | Kanzaki-shi     | 神埼市     | –                | 125,13          | 30.686       | 31.842                         | 254,47   |
| 41327 | Yoshinogari-chō | 吉野ヶ里町 | Kanzaki          | 43,99           | 16.324       | 16.411                         | 373,06   |
| 41341 | Kiyama-chō      | 基山町     | Miyaki           | 22,15           | 17.455       | 17.501                         | 790,11   |
| 41345 | Kamimine-chō    | 上峰町     | Miyaki           | 12,80           | 9466         | 9.283                          | 725,23   |
| 41346 | Miyaki-chō      | みやき町   | Miyaki           | 51,92           | 25.386       | 25.278                         | 486,86   |
| 41387 | Genkai-chō      | 玄海町     | Higashi-Matsuura | 35,92           | 5245         | 5.902                          | 164,31   |
| 41401 | Arita-chō       | 有田町     | Nishi-Matsuura   | 65,85           | 18.867       | 20.148                         | 305,97   |
| 41423 | Ōmachi-chō      | 大町町     | Kishima          | 11,50           | 6156         | 6.777                          | 589,30   |
| 41424 | Kōhoku-machi    | 江北町     | Kishima          | 24,88           | 9579         | 9.583                          | 391,30   |
| 41425 | Shiroishi-chō   | 白石町     | Kishima          | 99,56           | 21.902       | 23.941                         | 240,47   |
| 41441 | Tara-chō        | 太良町     | Fujitsu          | 74,30           | 7903         | 8.779                          | 118,16   |
| 41000 | Saga-ken        | 佐賀県     |                  | 2.440,67        | 807.203      | 832.832                        | 341,23   |

## Größte Orte
| Census-Jahr | Einwohner | Einwohner | Einwohner | Einwohner |
| 2015        | 2010      | 2005      | 2000      |           |
| ----------- | --------- | --------- | --------- | --------- |
| Saga        | 236.372   | 237.506   | 206.967   | 167.955   |
| Karatsu     | 122.785   | 126.926   | 128.564   | 78.945    |
| Tosu        | 72.902    | 69.074    | 64.723    | 60.726    |
| Taku        | 19.749    | 21.404    | 22.739    | 23.949    |
| Imari       | 55.238    | 57.161    | 58.190    | 59.143    |
| Takeo       | 49.062    | 50.699    | 33.697    | 34.603    |
| Kashima     | 29.684    | 30.720    | 32.117    | 33.215    |
| Ogi         | 44.259    | 45.133    | 45.852    | ——        |
| Ureshino    | 27.336    | 28.984    | ——        | ——        |
| Kanzaki     | 31.842    | 32.899    | ——        | ——        |

Die kreisfreie Stadt Ogi wurde 2005 gegründet,

die kreisfreien Städte Ureshino und Kanzaki wurden 2006 gegründet..

## Bevölkerungsentwicklung der Präfektur
| Census- Jahr | Gesamt- Bevölkerung | männliche Bevölkerung | weibliche Bevölkerung | Geschlechter- verhältnis Männer auf 1000 Frauen | Fläche in km2 | Bevölkerungs- dichte Einw. je km2 |
| ------------ | ------------------- | --------------------- | --------------------- | ----------------------------------------------- | ------------- | --------------------------------- |
| 1920         | 673.895             | 329.962               | 343.933               | 959                                             | 2443,59       | 275,8                             |
| 1925         | 684.831             | 336.223               | 348.608               | 965                                             | 2443,90       | 280,2                             |
| 1930         | 691.565             | 337.996               | 353.569               | 956                                             | 2443,90       | 283,0                             |
| 1935         | 686.117             | 332.764               | 353.353               | 942                                             | 2449,03       | 280,2                             |
| 1940         | 701.517             | 343.047               | 358.470               | 957                                             | 2449,03       | 286,5                             |
| 1945         | 830.431             | 379.361               | 451.070               | 841                                             | 2449,03       | 339,1                             |
| 1950         | 945.082             | 455.824               | 489.258               | 932                                             | 2403,74       | 393,2                             |
| 1955         | 973.749             | 470.437               | 503.312               | 935                                             | 2403,50       | 405,1                             |
| 1960         | 942.874             | 448.797               | 494.077               | 908                                             | 2403,50       | 392,3                             |
| 1965         | 871.885             | 410.937               | 460.948               | 892                                             | 2406,17       | 362,4                             |
| 1970         | 838.468             | 393.631               | 444.837               | 885                                             | 2410,91       | 347,8                             |
| 1975         | 837.674             | 394.661               | 443.013               | 891                                             | 2417,87       | 346,5                             |
| 1980         | 865.574             | 410.912               | 454.662               | 904                                             | 2432,71       | 355,8                             |
| 1985         | 880.013             | 417.308               | 462.705               | 902                                             | 2433,39       | 361,6                             |
| 1990         | 877.851             | 414.673               | 463.178               | 895                                             | 2438,76       | 360,0                             |
| 1995         | 884.316             | 418.666               | 465.650               | 899                                             | 2438,99       | 362,6                             |
| 2000         | 876.654             | 414.377               | 462.277               | 896                                             | 2439,23       | 359,4                             |
| 2005         | 866.369             | 408.230               | 458.139               | 891                                             | 2439,58       | 355,1                             |
| 2010         | 849.788             | 400.136               | 449.652               | 890                                             | 2439,65       | 348,3                             |
| 2015         | 832.832             | 393.073               | 439.759               | 894                                             | 2440,68       | 341,2                             |

## Geschichte
Nach der Meiji-Restauration entstanden aus den Fürstentümern (-han) Saga, Hasunoike, Ogi, Kashima, Karatsu, Izuhara 1871 vorübergehend gleichnamige Präfekturen (-ken), die noch im gleichen Jahr zur Präfektur Imari (伊万里県, Imari-ken) zusammengelegt wurden. Diese wurde 1872 in Saga umbenannt, das ehemalige Izuhara (auch Tsushima-Fuchū; Provinz Tsushima) wurde an Nagasaki übertragen. Die Präfektur Saga wurde 1876 in Mizuma eingegliedert, das aber noch im Jahr 1876 aufgelöst und zwischen Fukuoka und Nagasaki geteilt wurde. 1883 wurde Saga wieder von Nagasaki getrennt.

## Politik
- KPJ: 1
- Sonstige (à 1 Mitglied): 1
- Kenmin Network („Bürgernetzwerk“; mit KDP): 6
- Kōmeitō: 2
- LDP: 27

Yasushi Furukawa, bis dahin in dritter Amtszeit Gouverneur von Saga, trat im November 2014 für einen Wechsel in die nationale Politik zurück. Bei der Gouverneurswahl im Januar 2015 wurde der ehemalige Zentralregierungsbeamte Yoshinori Yamaguchi zum Nachfolger gewählt. Im Dezember 2022 wurde er gegen einen kommunistischen Herausforderer wiedergewählt, die Wahlbeteiligung sank auf ein neues Rekordtief von 33,3 %. Das fortan 37-köpfige Parlament wurde bei den einheitlichen Regionalwahlen im April 2023 neu gewählt, die LDP blieb mit 27 Sitzen mit Abstand stärkste Kraft, die KDP gewann fünf Sitze. Die Zahl der Frauen im Parlament stieg um 50 % auf drei.
Im nationalen Parlament ist Saga seit 2014 nur noch durch zwei direkt gewählte Abgeordnete im Shūgiin und einen je Wahl im Sangiin vertreten. Im Sangiin sitzen für die Präfektur nach den Wahlen von 2019 und 2022 die Liberaldemokraten Takamaro Fukuoka (3. Amtszeit, bis 2028) und Yūhei Yamashita (2. Amtszeit, bis 2025), ins Shūgiin wählte Saga 2024 unverändert die Konstitutionellen Demokraten Kazuhiro Haraguchi (10. Amtszeit, Wahlkreis 1) und Hiroshi Ōgushi (7. Amtszeit, Wahlkreis 2).
Saga gehört zu den finanzschwächeren Präfekturen des Landes.

## Wirtschaft
Landwirtschaft, Forstwirtschaft und Küstenfischerei bilden einen großen Teil der Wirtschaft der Präfektur. Zu den regionalen landwirtschaftlichen Spezialitäten gehören Saga-Rindfleisch, Zwiebeln und Erdbeeren. Die Präfektur ist der größte Produzent von Mochigome (Klebreis) und Gewächshaus-Mandarinen in Japan.

## Sehenswürdigkeiten und Landmarken (Auswahl)

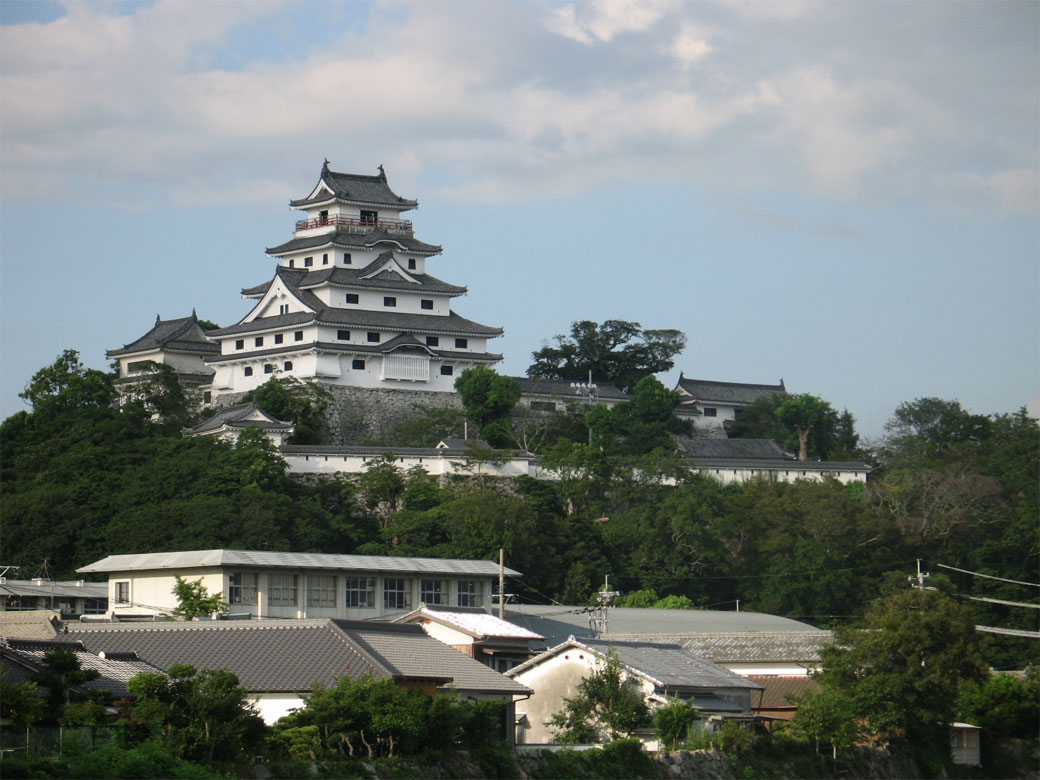
Burg Karatsu
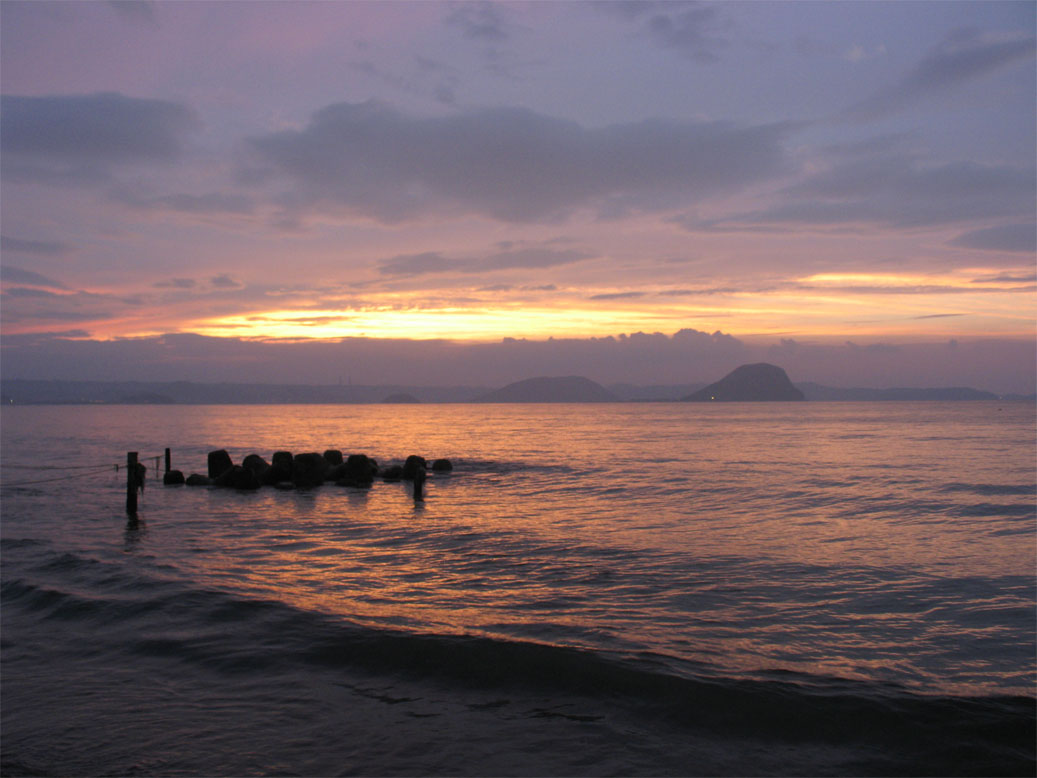
Strand in Hamatama
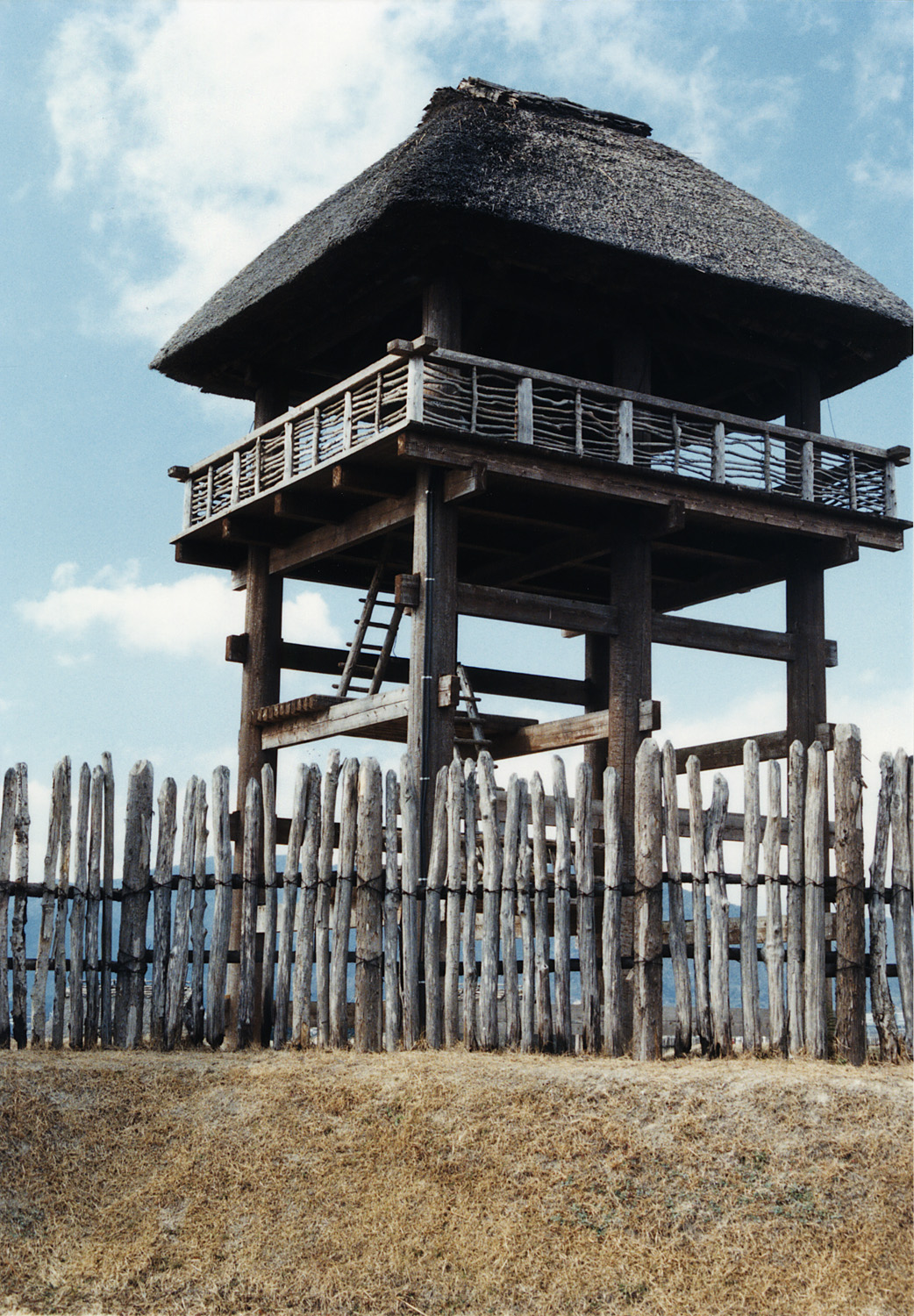
Rekonstruktion der Yoshinogari-Fundstätte